# Stara Przysieka Pierwsza
Stara Przysieka Pierwsza – wieś w Polsce położona w województwie wielkopolskim, w powiecie kościańskim, w gminie Śmigiel.
W latach 1975–1998 miejscowość administracyjnie należała do województwa leszczyńskiego.